# Рупаљ
Рупаљ је насељено место у саставу општине Поличник у Задарској жупанији, Република Хрватска.

## Историја
До територијалне реорганизације у Хрватској налазило се у саставу старе општине Задар. Као самостално насеље постоји од пописа 2001. године, издвајањем дела насеља Ислам Латински.

## Становништво
На попису становништва 2011. године, Рупаљ је имао 245 становника.